# Адлерберг Микола Володимирович
Микола Володимирович Адлерберг (19 (31) травня 1819, Санкт-Петербург, Російська імперія — 13 (25) грудня 1892, Мюнхен, Баварське королівство, Німецька імперія) — російський державний і військовий діяч, учасник Кавказької, Кримської воєн, інтервенції в Угорщину, генерал-ад'ютант, генерал від інфантерії. Обіймав посади генерал-губернатора Великого князівства Фінляндського та губернатора Таврії.

## Життєпис

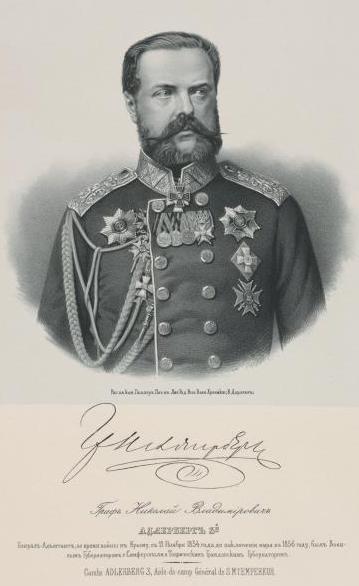

Походив із дворянського роду шведського походження Адлербергів.
Народився 31 травня 1819 року в Санкт-Петербурзі. 6 червня був похрещений в церкві Олександра Невського в Аничковому палаці. Хрещеними батьками стали великий князь Микола Павлович, майбутній імператор Микола I, близьким другом якого був батько новонародженого Володимир Федорович, та рідна бабуся Юлія.
Микола Адлерберг був близьким другом російського письменника Олексія Толстого.
1830 року зарахований до Пажеського корпусу. Закінчивши там навчання, 1837 року зарахований до прапороносців лейб-гвардії Преображенського полку. 1838 року став флігель-ад'ютантом імператора, а 1840 — підпоручником.

1841 року відправлений на Кавказ, де Росія воювала проти місцевих народів з метою їх підкорення. За досягнення у війні відправлений до центральних губерній у 1842 році для набору солдатів. У 1842—1843 роках керував рекрутськими наборами в Царстві Польському та Тульській губернії. 1844 року знову відправився на Кавказ. 1847 року став капітаном.

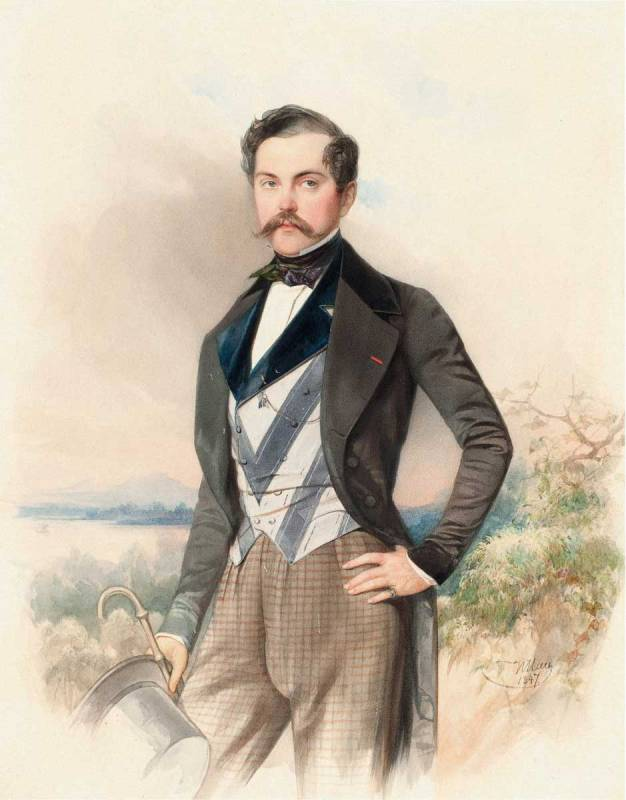
Микола Адлерберг (1847). Робота Володимира Гау

1849 року брав участь в російській військовій інтервенції в Угорщину. За досягнення у бойових діях призначений полковником.
У зв'язку з хворобою 1852 року звільнений з військової служби. Був зарахований до штату Міністерства внутрішніх справ та отримав звання камергера Двору Його Величности.
1853 року призначений градоначальником Таганрога. Згодом знову переведений на військову службу. З 1854 по 1856 рік, у роки Кримської війни, обіймав посаду воєнного губернатора Сімферополя та губернатора Таврійської губернії. Обіймаючи ці посади, неодноразово відвідував Севастополь, взятий в облогу союзними британсько-франко-сардинськими військами, а також брав участь у битві на Чорній річці 16 серпня 1855 року.
1855 року отримав військове звання генерал-майора, а 1857 — генерал-ад'ютанта.
1856 року звільнений з посади таврійського губернатора. Надалі був членом Імператорської російської місії в Берліні.
1861 року отримав військове звання генерал-лейтенанта, а 1870 — генерала від інфантерії.
Протягом 15 років — з 1866 по 1881 — був генерал-губернатором Великого князівства Фінляндського та за сумісництвом командиром військ Фінляндського військового округу.
1882 року призначений членом Державної Ради Російської імперії.
Помер 25 грудня 1892 року в Мюнхені в Німецькій імперії.

## Подорожі до Палестини
1845 року здійснив подорож до Палестини, а 1853 року оприлюднив свої спогади про неї — книгу «Із Рима в Єрусалим».
1860 року вдруге відвідав Палестину, а 1867 у Санкт-Петербурзі видав спогади про цю подорож французькою мовою — книгу «En Orient, impressions et réminiscences».

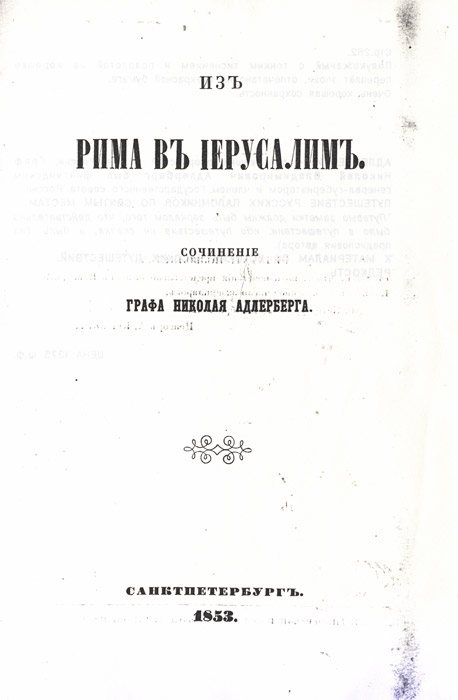
Титульна сторінка книги Миколи Адлерберга «Із Рима в Єрусалим», 1853
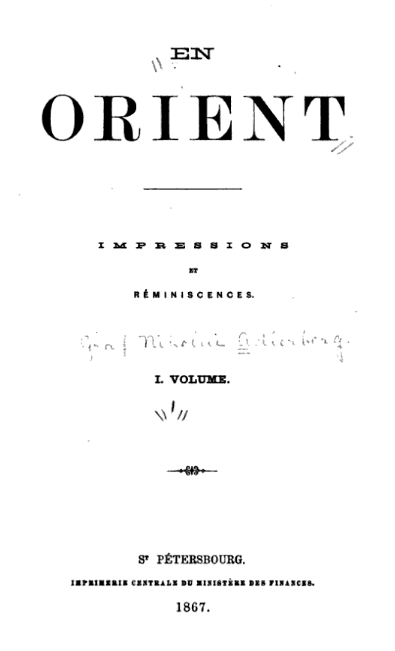
Титульна сторінка книги Миколи Адлерберга «En Orient, impressions et réminiscences», 1867

## Родина

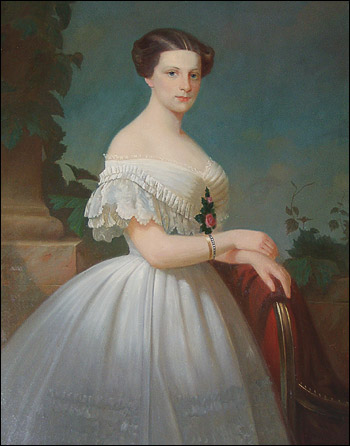
Амалія Адлерберг (1865)

Микола Адлерберг був одружений з Амалією Лерхенфельд, для якої шлюб з ним став другим. У шлюбі народився син Микола (12 квітня 1844, Санкт-Петербург — 14 квітня 1904, Ялта), в якого були три доньки — Євгенія (1873), Дарія (1877) та Інна (1878).

## Нагороди
- Російська імперія:
  - Орден Святої Анни:
    - 3-го ступеня з бантом (1842);
    - 2-го ступеня (1849);
    - Імператорська корона до ордену (1851);
    - 1-го ступеня з мечами над орденом (1859);

  - Золота зброя «За хоробрість» (1844);
  - Орден Святого Володимира:
    - 4-го ступеня (1848);
    - 3-го ступеня (1854);
    - 2-го ступеня (1865);
    - 1-го ступеня (1876);

  - Орден Святого Станіслава 1-го ступеня (1855);
  - Орден Білого Орла (1867);
  - Орден Святого Олександра Невського (1872);
  - Діамантові зірки до Ордена Святого Олександра Невського (1875).
- Велике герцогство Саксен-Веймар-Айзенаське:[8]
  - Орден Білого сокола
    - 3-го ступеня (1840);
    - 1-го ступеня (1859);
- Велике герцогство Гессенське:[9]
  - Орден Людвіга 3-го ступеня (1840);
- Нідерланди:
  - Орден Віллема (1849);
- Австрійська імперія:[10]
  - Орден Леопольда (1849);
  - Орден Залізної Корони 1-го ступеня (1860);
- Пруссія:[9][11]
  - Орден Червоного орла:
    - 2-го ступеня (1857);
    - 1-го ступеня (1861);
    - Великий хрест (1879);

  - Орден Корони 1-го ступеня (1864);
- Ганноверське королівство:[12]
  - Королівський гвельфський орден:
    - 1-го ступеня (1858);
    - Великий хрест (1863);
- Баварське королівство:[13]
  - Орден Святого Михаїла (1864).